# Vznik hvězdy

Mlhovina M42 – hvězdotvorná mlhovina

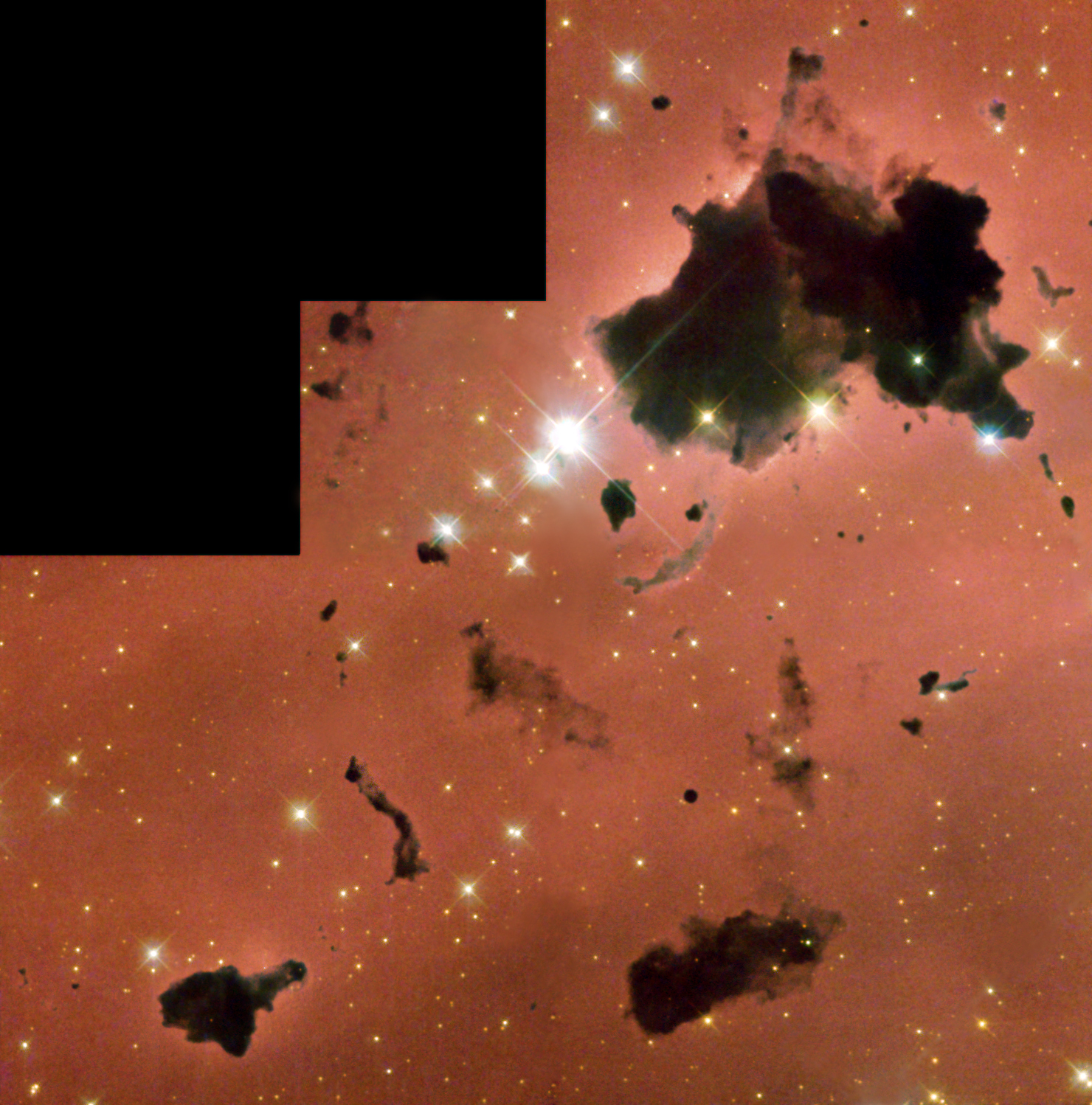
Globule v mlhovině IC 2944

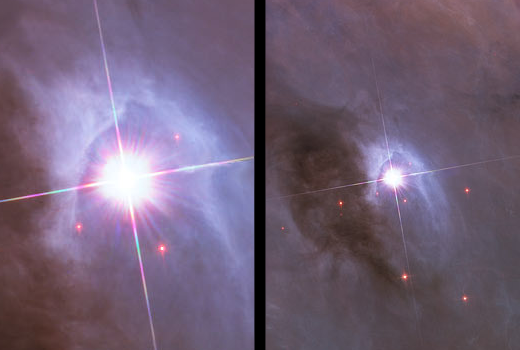
Mladé hvězdy vzniklé v mlhovině v Orionu

Vznik hvězd je složitý proces, při kterém v souladu s mlhovinovou hypotézou v chladných a řídkých molekulárních mračnech obsahujících především vodík vznikají nové hvězdy. Vlivem gravitace se mračno zahušťuje a vzniká protohvězda. Za příhodných podmínek vlivem gravitace protohvězda roste a zvyšuje se její hustota, což dále zvyšuje její gravitaci. Ta zároveň způsobuje zvyšování teploty a tlaku uvnitř protohvězdy, až dosáhnou takových hodnot, že je zažehnuta termonukleární fúze. Při ní se uvolňuje elektromagnetické záření a hvězda začne svítit. Tento okamžik je považován za vznik nové hvězdy hlavní posloupnosti.
Většinou hvězdy nevznikají samostatně, ale například jako dvojhvězda. Obvykle také vzniká v jedné oblasti velké množství hvězd společně pak nazývané hvězdokupa.

## Vznik hvězdy
Hvězdy vznikají z chladných a velmi řídkých prachových a plynových mračen, které jsou ve skutečnosti řídké jako lepší vakuum, které jsme schopni vytvořit na Zemi. Jejich hustota bývá jen několik atomů na centimetr krychlový. Tato mračna se nazývají také hvězdotvorné mlhoviny. Jde převážně o emisní mlhoviny. Příkladem takových mlhovin, ve kterých vznikají hvězdy, je Velká mlhovina v Orionu nebo Orlí mlhovina.
Jednotlivé molekuly těchto mračen na sebe působí gravitační silou, což má za následek, že se přitahují a pomalu hýbou. Kvůli velmi malé hmotnosti jednotlivých částic a obrovským vzdálenostem mezi nimi je to velmi dlouhodobý děj, který však může být vnějšími vlivy urychlen. Například se může stát, že vedle takového oblaka mezihvězdné hmoty projde nějaká hvězda a svou gravitací způsobí pohyb molekul v mračnu. Nebo v jeho blízkosti vybuchne supernova a tlaková vlna opět mračno promíchá. V obou případech se dají částice do pohybu a v místech, kde jsou shluky největší, se utvoří jednotlivá gravitační centra, která přitahují další materiál. Tato gravitační centra se nazývají globule. Jde o chladné a ve srovnání s okolním prostorem husté tmavé prachoplynné mlhoviny přibližně kulatého tvaru. Typickým příkladem globule jsou například Thackerayová globule v mlhovině IC 2944.
Hmota kolem každého z těchto shluků do nich postupně padá, přičemž jednotlivými srážkami a promícháváním molekul vzrůstá i teplota látky. Ta roste spolu s velikostí shluků, až se za z astronomického hlediska krátkou dobu z každého takového chuchvalce hmoty vytvoří koule zhruba o velikosti sluneční soustavy, kterou nazýváme protohvězda.
Po dosažení takové velikosti se začne jádro protohvězdy ohřívat, postupně ohřívá i okolní látku a promíchává ji. Ohřátá látka ze středu stoupá k okrajům, tady se ochladí a klesá k jádru, kde se znovu ohřeje, přičemž tento děj se mnohokrát opakuje. Hvězda se nachází v tzv. Hyashiho stádiu, při kterém se teplota na povrchu mění jen málo. Takováto koule ještě nezáří ve viditelném světle. Je na to příliš chladná, něco přes dva tisíce stupňů na povrchu. Je to ale dost na to, aby mohla zářit v infračerveném oboru. Toto stádium představuje zárodek budoucí hvězdy.
Teplota protohvězdy se postupně zvyšuje. Každé původní kondenzační centrum na sebe nabaluje další okolní materiál, jehož je však v mlhovině stále méně, protože jednak se ztrácí jak ho na sebe přitahují budoucí hvězdy a jednak je odfukován hvězdným větrem, který z nově vznikajících hvězd začíná proudit. Mezihvězdný materiál se tedy časem nabalí nebo odfoukne a budoucí hvězda ztratí možnost zvětšovat svou hmotnost, v gravitační kontrakci a s tím spojeným zahříváním jádra ale dále pokračuje. Pozorování naznačují, že i největší protohvězdy nemají více než zhruba 60násobek hmotnosti Slunce. U zhruba 50% až 70% mladých hvězd jsou nepřímé důkazy o existenci protoplanetárního disku. Je to disk zbytkového materiálu, ze kterého se mohou, ale nemusí utvořit planety. Životnost protoplanetárního disku je ohrožena, pokud je v okolí několik mladých hvězd. Ty mohou svým hvězdným větrem způsobit erozi a postupný zánik disku.
Dosud byla zdrojem energie pouze gravitační kontrakce. V určitém stádiu, kdy zvyšující se teplota v jádře dosáhne několik milionů stupňů, vystoupí na scénu další zdroj, termojaderná reakce. To znamená, že teplota a tlak v jádru jsou dostatečně silné na to, aby došlo k jaderné přeměně prvků. Tento okamžik se považuje za okamžik vzniku hvězdy. Gravitační kontrakce protohvězdy se zastaví, protože energie vznikající termonukleární reakcí vyrovná gravitační tlak a zajistí na dlouhé období rovnovážný stav hvězdy, která se „usadí“ na hlavní posloupnosti H-R diagramu. To se však podaří jen protohvězdě s hmotností větší než 0,085 hmotnosti Slunce. Méně hmotné protohvězdy nejsou schopny kontrakcí zahřát své centrální části na takovou teplotu, aby v nich mohlo dojít k jaderné fúzi a stanou se z nich tzv. hnědí trpaslíci zářící převážně v infračerveném oboru, dokud nevyčerpají své omezené zdroje.
Nejprve dochází k přeměně lehčích prvků, jako deuterium, lithium, berylium či bór. Při dosažení teploty kolem 10 miliónů stupňů dojde k jaderné reakci, v níž se uplatňuje proton-protonová reakce (PP cyklus). Dochází k vytváření jader helia z jader vodíku. Vytvořením nového prvku se uvolňuje energie potřebná pro život hvězdy. Proti tlaku energie vyzařované hvězdou působí v opačném směru její gravitační síla. Hvězda je v hydrostatické rovnováze.
Takovým způsobem se spaluje vodík a popelem této reakce je helium. Celý proces začíná v jádru. Časem se však veškerý vodík v jádru ztratí. Tehdy se centrální část hvězdy trochu stlačí, začne se spotřebovávat vodík z okolního pláště a celý proces se postupně posouvá směrem k povrchu. Po celou tu dobu klesá těžší hélium směrem k jádru, kde se hromadí. Protože heliové hvězdné jádro je těžší než vodíkové, vlastní vahou se stlačuje, čímž se zvyšuje jeho teplota. Po dostatečném zvýšení teploty začne další jaderná reakce, přičemž se začnou vytvářet další prvky. Takovým způsobem postupně dochází k fúzím stále těžších prvků, např. Uhlíku, dusíku, kyslíku, i inertních plynů jako například neonu.

## Životní cyklus hvězdy
Celý životní cyklus hvězdy závisí na její hmotnosti. Hmotná hvězda může postupně zahřát své jádro na potřebnou teplotu, aby tento řetězec za sebou jdoucích jaderných reakcí pokračoval vznikem stále těžších prvků. Z energetického hlediska je nejvydatnějším palivem vodík. Jak hvězda postupně tvoří těžší prvky, klesá i energie uvolněná jejich vytvářením. Proto se palivo spaluje stále rychleji, až se postupně začínají přetvářet jednotlivé prvky každý měsíc, každý den, každou hodinu a hvězda se začíná podobat cibuli, kde jednotlivé vrstvy představují chemické prvky tak, jak byly postupně vytvořeny. To, kolikrát se začne spalovat popel z předchozích reakcí, závisí na hmotnosti hvězdy. Málo hmotné hvězdy mohou skončit pouze při spalování vodíku na helium a dále již nebudou dostatečně hmotné, aby stlačili své jádro na úroveň umožňující v něm začít spalovat helium. Velmi hmotní veleobři mohou dosáhnout až závěrečné reakce, při níž vzniká železo. Těžší atomy už jadernou fúzí nevznikají.